# Kawanaphila gidya
Kawanaphila gidya är en insektsart som beskrevs av Rentz, D.C.F. 1993. Kawanaphila gidya ingår i släktet Kawanaphila och familjen vårtbitare. Inga underarter finns listade i Catalogue of Life.